# Phyllophaga obsoleta
Phyllophaga obsoleta är en skalbaggsart som beskrevs av Blanchard 1851. Phyllophaga obsoleta ingår i släktet Phyllophaga och familjen Melolonthidae. Utöver nominatformen finns också underarten P. o. vanalleri.